# Mariah O'Brien
Pour les articles homonymes, voir O'Brien.
Mariah O'Brien est une actrice américaine née le 25 juin 1971 dans l'Ohio.

## Biographie
Mariah O'Brien est la fille de musiciens hippies. Elle a été mariée avec l'acteur Giovanni Ribisi de 1997 à 2001 et a eu une fille, prénommée Lucia, avec lui.
Également mannequin, elle a posé pour la pochette de l'album Dirt (1992) d'Alice in Chains.

## Filmographie

### Cinéma
- 1992 : Gas, Food Lodging : Ivy
- 1995 : Halloween 6 : Beth
- 1996 : Kiss and Tell : Emma
- 1998 : Some Girl de Rory Kelly
- 1999 : Mod Squad : Tiffany
- 1999 : Dans la peau de John Malkovich : la fille effrayée par Malkovich
- 1999 : Diamonds : Tiffany
- 2001 : Explosion imminente : la femme désespérée
- 2001 : Lovely and Amazing : la partenaire de Kevin
- 2001 : Puzzled : Alexandra Norton
- 2001 : Ordinary Madness : Beth
- 2006 : Jam : Rose

### Télévision
- 1998 : Charmed (série télévisée, saison 1 épisode 3) : Cynda
- 1998 : Buffy contre les vampires (série télévisée, saison 3 épisode 9) : Nancy
- 1999 : Good Versus Evil (série télévisée, saison 1 épisode 2) : Marci Welby
- 2001-2002 : Deuxième Chance (série télévisée, saison 3 épisodes 6 et 19) : Brandi
- 2005 : Sex, Love and Secrets (série télévisée, saison 1 épisode 4) : Nora Hollister
- 2006 : Alex Rose (série télévisée, saison 1 épisode 8) : Leah